# 小德张故居
小德张故居，位于东城区前永康胡同7号，是清朝太监小德张的住宅。

## 历史
小德张故居位于北新桥地区前永康胡同东部，北依合作巷。该宅院是清朝晚期建筑，原来包括前永康胡同5号、7号、9号三路多进四合院。中华民国时期，为某军官所得。如今为独居住宅使用。现在5号院作为单位办公使用。7号、9号院被定为东城区文物保护单位。2003年，7号院升格为北京市文物保护单位。

## 建筑
7号院坐北朝南，本来是四进院落，如今仅有二进，后面的第三、四进院由合作巷开门并且另立门牌。该院的院落十分规整，布局疏朗有致，砖、石、木雕比较精美，尤其是游廊的壁画在北京四合院中很罕见。7号院现存的建筑包括：
- 影壁：大门外有一座八字影壁，影壁正中雕刻有匾框，檐椽头雕有“寿”字，垫枋雕刻有两方连续写实草花文饰，影壁西侧留存着一根栓马桩。
- 大门、倒座房：广亮大门一间，硬山顶，合瓦过垄脊屋面，檐柱带有雀替，门楣上设有门簪，双扇板门，抱鼓石一对。大门两侧有倒座房各三间。大门内铺有十字甬道，东西两侧的墙上都辟有月洞门，原来可分别通5号、9号院。
- 第一进院：大门内为第一进院。北侧有垂花门，一殿一卷式。过垂花门可以到达第二进院。垂花门两侧游廊的墙壁上，绘有沥粉壁画十幅，保存状况欠佳，画面内容已经难以辩认。
- 第二进院：此院有北房三间，前出廊，后出厦，东西各带耳房两间，东西厢房各三间，都是硬山顶合瓦过垄脊屋面。抄手游廊连接着该院内各房，西北部的廊子可通往西跨院。
- 西跨院：该院是整个宅院的花园部分，北端有一敞轩，如今已改为封闭式客厅，面阔五间，前出轩一间，歇山顶卷棚脊屋面。院子中部有一水池，南部有假山叠石和亭子。[1]

9号院现为住宅，大门已经改成铁门。第一、二、三进院内原来的房屋已被拆除，建成一栋二层楼房、车库、值班房等等。如今仅有后院五间北房（前面带廊）以及两侧的廊子是原物。